# Fabien Barthez
Fabien Alain Barthez, född 28 juni 1971 i Lavelanet, Frankrike, är en före detta fotbollsspelare som spelade som målvakt.
Han spelade i franska fotbollslandslaget i EM 2004 och målvakt i det franska ligalaget Olympique de Marseille och engelska Manchester United. Han har spelat flest VM-matcher av alla spelare i Frankrike.
Den 4 oktober 2006 meddelade Barthez den franska tidningen L'Équipe att han lägger av med fotbollen. Efter att ha spelat i VM-slutspelet i Tyskland 2006 fick han inget nytt kontrakt och lade då av med fotbollen. I december 2006 värvades han för comeback för att rädda franska ligans bottenlag FC Nantes Atlantique kvar i högsta divisionen.

## Meriter
- Champions League-mästare 1993 med Olympique de Marseille
- VM i fotboll: 1998, 2002, 2006
  - Världsmästare 1998
- EM i fotboll: 1996, 2000, 2004
  - Europamästare 2000
- Världens bästa målvakt 2000

## Hemma-VM 1998
Barthez var en nyckelspelare i VM 1998. Han släppte bara in ett mål fram till semifinalen där han släppte in sitt andra och sista mål för turneringen. Barthez höll nollan i finalen som Frankrike vann mot Brasilien med 3–0.